# 45-я церемония «Грэмми»
45-я церемония вручения премий «Грэмми» состоялась 23 февраля 2003 года в Мэдисон-сквер-гарден, Нью-Йорк.
Нора Джонс победила в 5 номинациях и стала первым музыкантом, выигравшим в номинации «Альбом года» и имеющим родителя, который выигрывал ранее в той же престижной номинации. Её отец Рави Шанкар выиграл эту премию в 1973 году за свой диск «The Concert for Bangladesh».

## Специальные награды

### Победители Lifetime Achievement Award
- Этта Джеймс
- Johnny Mathis
- Гленн Миллер
- Тито Пуэнте
- Simon and Garfunkel

### Legend Award
- Bee Gees

### MusiCares Person of the Year
- Боно

## Номинации

### Основная категория

#### Запись года
- «Don’t Know Why» — Ариф Мардин (продюсер), Jay Newland (продюсер и звукоинженер), Нора Джонс (продюсер и артист)
  - «Without Me» — Эминем
  - «A Thousand Miles» — Ванесса Карлтон
  - «Dilemma» — Nelly и Келли Роуленд
  - «How You Remind Me» — Nickelback

#### Альбом года
- «Come Away with Me» — Нора Джонс (Blue Note Records), Ариф Мардин, Craig Street (продюсеры), Jay Newland (звукоинженер и продюсер), S. Husky Höskulds (звукоинженер), Ted Jensen (звукоинженер) и Нора Джонс (продюсер и артист)
  - «Home» — Dixie Chicks (Columbia Records)
  - «The Eminem Show» — Эминем (Aftermath Entertainment/Interscope Records)
  - «Nellyville» — Nelly (Universal Records)
  - «The Rising» — Брюс Спрингстин (Columbia Records)

#### Песня года
- Don't Know Why — Jesse Harris (автор) — Нора Джонс
  - A Thousand Miles — Ванесса Карлтон
  - Complicated — Аврил Лавин и The Matrix[англ.]
  - Where Were You (When the World Stopped Turning) — Алан Джексон
  - The Rising — Брюс Спрингстин

#### Лучший новый исполнитель
- Нора Джонс
  - Ашанти
  - Мишель Бранч
  - Аврил Лавин
  - Джон Мейер

### Поп-музыка

#### Лучшее женское вокальное поп-исполнение
- Нора Джонс — «Don’t Know Why»

#### Лучшее мужское вокальное поп-исполнение
- Джон Мейер — «Your Body is a Wonderland»

#### Лучшее вокальное поп-исполнение дуэтом или группой
- No Doubt — «Hey Baby»

#### Лучший вокальный поп-альбом
- S. Husky Höskulds (звукоинженер), Jay Newland (звукоинженер & продюсер), Ариф Мардин (продюсер) и Нора Джонс — «Come Away With Me»

### Рок-музыка

#### Лучший женский рок-вокал
- «Steve McQueen» — Шерил Кроу

#### Лучший мужской рок-вокал
- «The Rising» — Брюс Спрингстин

#### Лучшая рок-группа
- «In My Place» — Coldplay

#### Лучшая рок-песня
- «The Rising» — Брюс Спрингстин

#### Лучший рок-альбом
- The Rising — Брюс Спрингстин

#### Лучшее хард-рок исполнение
- «All My Life» — Foo Fighters

#### Лучшее хеви-метал исполнение
- «Here to Stay» — Korn

### R&B-музыка

#### Лучший женский R&B-вокал
- «He Think I Don’t Know» — Мэри Джей Блайдж

#### Лучший мужской R&B-вокал
- «U Don’t Have To Call» — Ашер

#### Лучшая R&B-группа
- «Love’s In Need Of Love Today» — Стиви Уандер и Take 6

#### Лучшее вокальное исполнение традиционного R&B
- «What’s Going On» — Чака Хан и The Funk Brothers

#### Лучшее урбан/альтернативное исполнение
- «Voyage To India» — Индиа.Ари

#### Лучшая R&B-песня
- «Love Of My Life (An Ode To Hip Hop)» — Эрика Баду при участии Common (Авторы: Erykah Badu, Madukwu Chinwah, Rashid Lonnie Lynn, Robert Ozuna, James Poyser, Raphael Saadiq, Glen Standridge)

#### Лучший R&B-альбом
- «Voyage To India» — India.Arie

#### Лучший современный R&B альбом
- «Ashanti» — Ашанти

### Рэп-музыка

#### Лучшее женское рэп-исполнение
- «Scream a.k.a. Itchin'» — Мелисса Элиот

#### Лучшее мужское рэп-исполнение
- «Hot In Herre» — Nelly

#### Лучшее рэп-исполнение дуэтом или группой
- «The Whole World» — Киллер Майк & OutKast

#### Лучшее рэп/песенное совместное исполнение
- «Dilemma» — Nelly & Келли Роуленд

#### Лучший рэп-альбом
- «The Eminem Show» — Эминем

### Кантри-музыка

#### Лучший женский кантри-вокал
- Фэйт Хилл — «Cry»

#### Лучший мужской кантри-вокал
- Джонни Кэш — «Give My Love to Rose»

#### Лучшая кантри-группа
- Dixie Chicks — «Long Time Gone»

#### Лучшая кантри-песня
- Алан Джексон (автор) — «Where Were You (When the World Stopped Turning)»

#### Лучший кантри-альбом
- Lloyd Maines (продюсер), Gary Paczosa (звукоинженер) и the Dixie Chicks (продюсеры & артисты) — «Home»

### Видео

#### Лучшее короткое музыкальное видео
- Greg Tharp (видеопродюсер), Джозеф Кан (видеорежиссёр) и Эминем — «Without Me»

#### Лучшее длинное музыкальное видео
- Don Letts (видеорежиссёр) и The Clash — «Westway to the World»